# Reprezentacja Grecji w piłce wodnej mężczyzn
Reprezentacja Grecji w piłce wodnej mężczyzn – zespół, biorący udział w imieniu Grecji w meczach i sportowych imprezach międzynarodowych w piłce wodnej, powoływany przez selekcjonera, w którym mogą występować wyłącznie zawodnicy posiadający obywatelstwo greckie. Za jej funkcjonowanie odpowiedzialny jest Grecki Związek Pływacki (KOE), który jest członkiem Międzynarodowej Federacji Pływackiej.

## Historia
W 1920 reprezentacja Grecji rozegrała swój pierwszy oficjalny mecz na igrzyskach olimpijskich.

## Udział w turniejach międzynarodowych

### Igrzyska olimpijskie
Reprezentacja Grecji 15-krotnie występowała na Igrzyskach Olimpijskich. Najwyższe osiągnięcie 4. miejsce w 2004 roku.

### Mistrzostwa świata
Dotychczas reprezentacji Grecji 14 razy udało się awansować do finałów MŚ. Najwyższe osiągnięcie 3. miejsce w 2005 i 2015 roku.

### Puchar świata
Grecja 8 razy uczestniczyła w finałach Pucharu świata. W 1997 dotarła do finału.

### Mistrzostwa Europy
Greckiej drużynie 17 razy udało się zakwalifikować do finałów ME. W 1999 i 2016 osiągnęła najwyższe 4. miejsce.